# Doliotechna
Doliotechna is een geslacht van vlinders van de familie sikkelmotten (Oecophoridae), uit de onderfamilie Oecophorinae.

## Soorten
- D. bimarginata Meyrick, 1928
- D. designata Meyrick, 1914
- D. eucentra Meyrick, 1920
- D. hyalophaea Meyrick, 1914
- D. integra Meyrick, 1914
- D. orphnopis Meyrick, 1914
- D. spilocrossa Meyrick, 1920
- D. triplacodes Meyrick, 1920
- D. trissobathra Meyrick, 1920
- D. virginea Meyrick, 1914